# Ibam-myeon, Jeongeup
Ibam-myeon (koreanska: 입암면) är en socken i stadskommunen Jeongeup i provinsen Norra Jeolla i den sydvästra delen av  Sydkorea, 230 km söder om huvudstaden Seoul.